# Sebestimulace

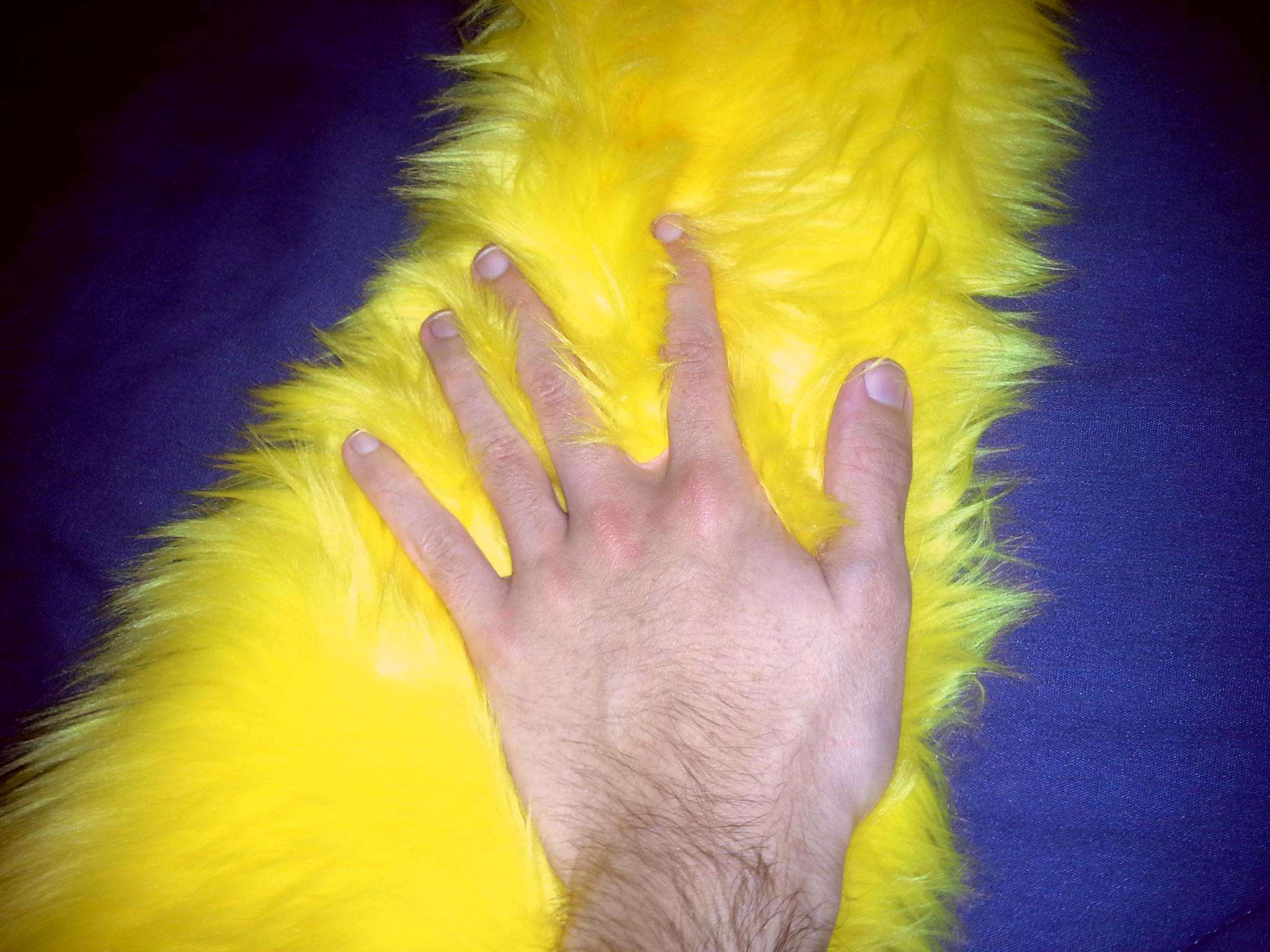
Dotýkání se měkkých nebo jinak příjemných textur je běžnou formou sebestimulace.

Sebestimulační chování, také známé jako stimming a autostimulace, je opakování pohybů, zvuků, slov nebo hýbání objekty. Takové chování se do určité míry vyskytuje u všech lidí, zejména u lidí s vývojovou poruchou, a zvláště časté je u lidí s poruchou autistického spektra. O lidech s diagnostikovanou poruchou senzorického zpracování je také známo, že mohou vykazovat sebestimulační chování.  Sebestimulace bývá považována za obrannou reakci na nadměrnou vnější stimulaci, kdy se lidé uklidňují blokováním méně předvídatelných environmentálních podnětů, na které jsou zvýšeně citliví. Další vysvětlení považuje autostimulaci za způsob, jak zmírnit úzkost a další negativní nebo příliš intenzivní emoce.  I když je sebestimulace někdy velmi prospěšná, bývá vysoce stigmatizována a dramatizována. Neurodivergentní lidé mají často pocit, že by měli své autostimulační chování skrývat či omezovat, protože často vyvolává nežádoucí reakci těch, kteří nechápou nutkání, které za tímto chováním stojí.
Sebestimulace se může skládat z hmatového, vizuálního, sluchového, čichového a vestibulárního stimulování (které se týká rovnováhy). Některé běžné příklady sebestimulace zahrnují mávání rukou, tleskání, houpání se, nadměrné nebo intenzivní mrkání, chození, bouchání hlavou, opakování zvuků nebo slov, luskání prsty a roztáčení předmětů.

## Sebestimulace a autismus
Sebestimulace je téměř vždy přítomna u lidí s poruchou autistického spektra, ale nemusí nutně znamenat autismus. Největší rozdíl mezi autistickou a neautistickou sebestimulací je typ stimulace a množství stimulace. V Diagnostickém a statistickém manuálu duševních poruch, publikovaném Americkou psychiatrickou asociací, je sebestimulační chování popsáno jako „stereotypní nebo opakující se motorické projevy“ a je uvedeno jako jedno z pěti klíčových diagnostických kritérií poruchy autistického spektra. Různé perspektivy naznačují, že autostimulace zahrnuje jak senzorické, tak motorické funkce. Nedostatečné rozvinutí těchto senzomotorických funkcí může mít za následek sebestimulační chování produkované osobou jako ovladatelnou reakci. Jedna studie, která vedla rozhovory s třiceti dvěma dospělými autisty, zjistila, že nepředvídatelné a zahlcující prostředí vede k sebestimulaci.

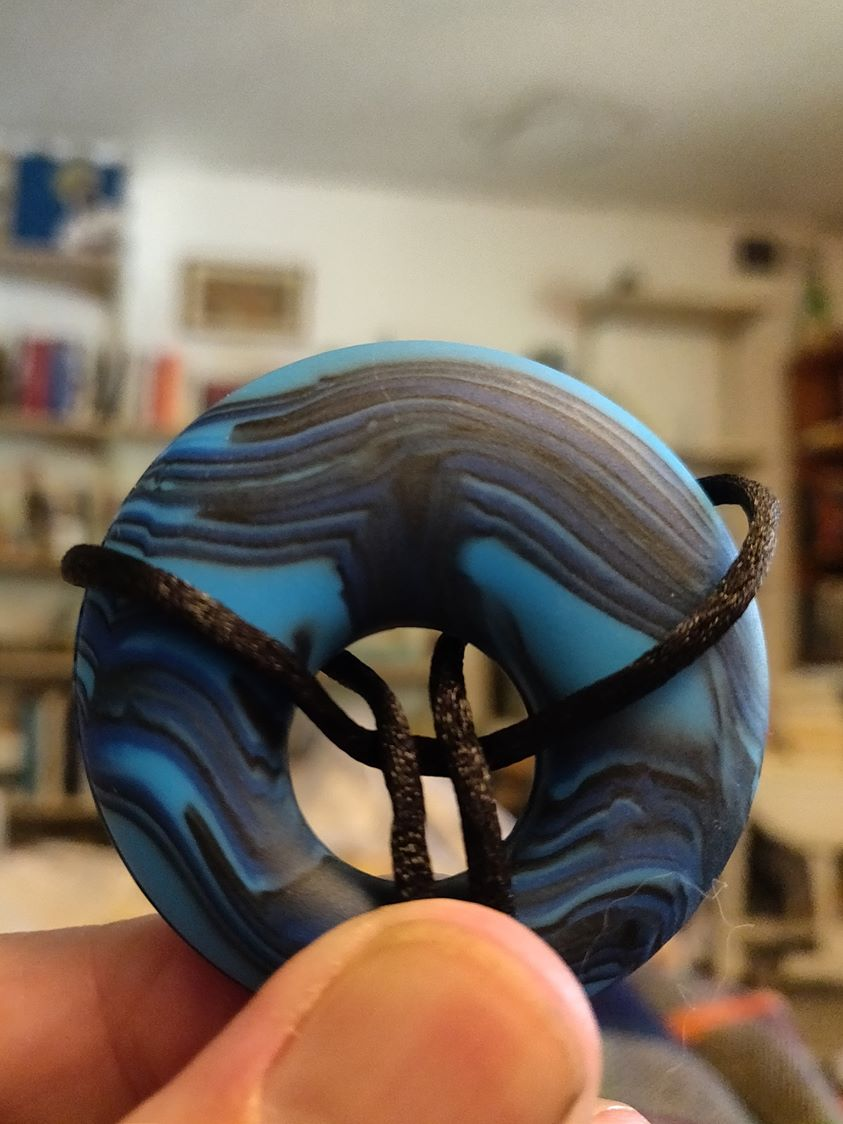
Stimulační kroužek z tvrdé modré gumy se šňůrkou uvázanou v liščí smyčce.

Autostimulace může někdy vést k sebepoškozování, například když zahrnuje bouchání se do hlavy, kousání se do ruky, nadměrné tření a škrábání kůže. I když je těžké se sebestimulací úplně přestat, existují způsoby, jak zkrátit čas strávený sebestimulací a vytvořit pro jedince bezpečnější návyky. Kontrola smyslového a emocionálního prostředí při současném navýšení denního cvičení může zvýšit pocit pohodlí pro osobu, což může snížit množství času stráveného sebestimulováním.